# رستاخیز (فیلم ۱۹۶۰)
رستاخیز (انگلیسی: Resurrection) یک فیلم درام روسی است که در سال ۱۹۶۰ منتشر شد.